# Dyopedos knipowitschi
Dyopedos knipowitschi är en kräftdjursart som först beskrevs av Gurjanova 1933.  Dyopedos knipowitschi ingår i släktet Dyopedos och familjen Podoceridae. Inga underarter finns listade i Catalogue of Life.